# منتخب تاهيتي لاتحاد الرغبي
منتخب تاهيتي الوطني لاتحاد الرغبي (بالفرنسية: Équipe de Tahiti de rugby à XV)‏ هو ممثل تاهيتي  الرسمي في المنافسات الدولية في اتحاد الرغبي .